# Yanzhou
Yanzhou is een stad met meer dan 600.000 inwoners in de provincie Shandong in China. Yanzhou hoort bij de prefectuur Jining. Yanzhou is ook een arrondissement.